# Iva (South Carolina)
Iva ist eine Stadt im Anderson County im US-Bundesstaat South Carolina. Die Bevölkerung betrug 1015 bei der Volkszählung 2020.

## Geografie
Iva befindet sich im südlichen Anderson County.
Nach Angaben des United States Census Bureau hat die Stadt eine Gesamtfläche von 2,66 Quadratkilometern, wovon 2,65 Quadratkilometer Land sind.

## Kultur
Iva hat eine öffentliche Bibliothek.

## Demografie
Die Bevölkerung betrug 1015 bei der Volkszählung 2020.